# Bitwa morska pod Nauplion (1770)
Bitwa morska pod Nauplion – starcie zbrojne, które miało miejsce w dniach 27–28 maja 1770 podczas wojny rosyjsko-tureckiej (1768-1774).
Nierozstrzygnięta bitwa stoczona u wejścia do Zatoki Argolidzkiej w Grecji pomiędzy połączonymi: Drugą Eskadrą floty rosyjskiej dowodzoną przez kontradmirała Johna Elphinstona, i Pierwszą Eskadrą rosyjską dowodzoną przez admirała G.A. Spiridowa (razem 9 okrętów liniowych, 3 fregaty, 1 bombarda, okręty pomocnicze), a większą liczebnie flotą turecką.
Elphinston dotarł do przylądka Matapan na południu Grecji 20 maja 1770 z Portsmouth i wysadził swe wojska 22 maja pod Rupino. Słysząc, że flota turecka jest podzielona na dwie części, zdecydował się ją zaatakować. Po przeczekaniu złej pogody, dnia 27 maja dostrzegł tureckie okręty przy wejściu do zatoki i nie zważając na liczebną przewagę Turków (około 10 liniowców i kilka mniejszych okrętów oraz galery) nad jego flotą (3 liniowce, 2 fregaty oraz 4 uzbrojone statki handlowe, 342 działa) ruszył do ataku przy lekkiej bryzie wiejącej z kierunku południowo-południowo-wschodniego. Zaraz po godzinie 17:00 66-działowy "Nie tron' mienia" zaatakował turecki okręt flagowy, a następnie 66-działowy "Saratow" uderzył na tureckie okręty wice- i kontradmirała. Fregata "Nadieżda" (32 działa) też zaraz wkroczyła do akcji. Elphinston, będący na 80-działowym "Światosławie" musiał ścigać i ogniem działowym zmusić uzbrojone statki handlowe do walki, a gdy to mu się udało i zwrócił się przeciw Turkom, tureckie okręty wycofały się, używając galer do odholowania z zatoki potężnych liniowców. Rosjanie, by odholować swoje okręty, musieli użyć łodzi.
Dnia 28 maja 1770, tuż po 12:00 Turcy zakotwiczyli w linii pod ochroną nadbrzeżnej baterii znajdujących się w Nauplion. Około 15:00 Elphinston zaatakował, próbując przełamać turecką linię, jednak bez efektu. Wielu kapitanów rosyjskiej floty twierdziło, że nie ma sensu walczyć z przeciwnikiem mającym tak dużą przewagę. Elphinston poddał się perswazjom. Wieczorem 31 maja, gdy Turcy stopniowo zbliżali się holowani przez galery, zerwał się nagle silny wiatr i korzystając z niego flota rosyjska odpłynęła.
Żadna z walczących stron nie straciła okrętu. Straty w ludziach po obu stronach były niewielkie.